# Solella del Traver
La Solella del Traver és una solana del terme municipal de Sant Quirze Safaja, a la comarca del Moianès.
És en el sector oriental del terme municipal, a l'extrem sud-occidental del territori del poble de Bertí, al sud-oest de la masia del Traver i del turó de la Putjota Petita.